# Regino Hernández
Regino Hernández (* 25. Juli 1991 in Ceuta) ist ein spanischer Snowboarder. Er startet im Snowboardcross.

## Werdegang
Hernández nahm erstmals im September 2008 in Chapelco an einem Weltcuprennen teil, welches er auf dem 28. Platz im Snowboardcross beendete. Bei den Snowboard-Weltmeisterschaften 2009 in Gangwon belegte er den 24. Platz. Bei seinen ersten Olympischen Winterspielen 2010 in Vancouver errang er den 31. Platz. Im Januar 2011 kam er bei den Snowboard-Weltmeisterschaften 2011 in La Molina auf den 37. Platz. Seinen ersten internationalen Erfolg holte er bei den folgenden Juniorenweltmeisterschaften in Valmalenco. Dort gewann er Gold im Snowboardcross. Den 38. Rang belegte er bei den Snowboard-Weltmeisterschaften 2013 in Stoneham. Zum Beginn der Saison 2013/14 erreichte er in Lake Louise mit dem vierten Rang im Snowboardcross erstmals eine Top-Zehn-Platzierung im Weltcup. Bei den Olympischen Winterspielen 2014 in Sotschi belegte er den 21. Platz. Im März 2014 holte er in La Molina mit dem dritten Platz seine erste Podestplatzierung. Die Saison beendete er auf dem 13. Platz in der Snowboardcrosswertung. In der folgenden Saison belegte er im Weltcup zweimal den 18. Platz und einmal den fünften Rang und erreichte damit den 11. Platz im Snowboardcross-Weltcup. Bei den Snowboard-Weltmeisterschaften 2015 am Kreischberg wurde er Neunter. Im März 2017 holte er bei den Snowboard-Weltmeisterschaften in Sierra Nevada zusammen mit Lucas Eguibar die Silbermedaille im Team-Wettbewerb. Zudem errang er den 33. Platz im Einzelwettbewerb. In der Saison 2017/18 erreichte er mit vier Top-Zehn-Platzierungen den zehnten Platz im Snowboardcross-Weltcup. Zudem gewann er zusammen mit Lucas Eguibar den Teamwettbewerb in Montafon und errang in Veysonnaz den dritten Platz. Beim Saisonhöhepunkt, den Olympischen Winterspielen 2018 in Pyeongchang, holte er die Bronzemedaille im Snowboardcross. In den folgenden Jahren kam er bei den Snowboard-Weltmeisterschaften 2019 in Park City auf den 29. Platz und bei den Snowboard-Weltmeisterschaften 2021 in Idre auf den 40. Platz.

## Teilnahmen an Weltmeisterschaften und Olympischen Winterspielen

### Olympische Winterspiele
- 2010 Vancouver: 31. Platz Snowboardcross
- 2014 Sotschi: 21. Platz Snowboardcross
- 2018 Pyeongchang: 2. Platz Snowboardcross

### Snowboard-Weltmeisterschaften
- 2009 Gangwon: 24. Platz Snowboardcross
- 2011 La Molina: 36. Platz Halfpipe, 37. Platz Snowboardcross
- 2013 Stoneham: 38. Platz Snowboardcross
- 2015 Kreischberg: 9. Platz Snowboardcross
- 2017 Sierra Nevada: 2. Platz Snowboardcross Team, 33. Platz Snowboardcross
- 2019 Park City: 29. Platz Snowboardcross
- 2021 Idre: 40. Platz Snowboardcross

## Weltcup-Gesamtplatzierungen
| Saison  | Platz | Punkte |
| ------- | ----- | ------ |
| 2008/09 | 52.   | 158    |
| 2009/10 | 48.   | 140    |
| 2010/11 | -     | -      |
| 2011/12 | 65.   | 58     |
| 2012/13 | 52.   | 161    |
| 2013/14 | 13.   | 1432   |
| 2014/15 | 11.   | 710    |
| 2015/16 | 33.   | 576    |
| 2016/17 | 17.   | 935,4  |
| 2017/18 | 10.   | 2722   |
| 2018/19 | 37.   | 177,9  |
| 2019/20 | 45.   | 91,7   |